# Tityus uruguayensis
Espèce
Synonymes
- Tityus quinquinae Pinto, 1931

Tityus uruguayensis est une espèce de scorpions de la famille des Buthidae.

## Distribution
Cette espèce se rencontre en Uruguay, en Argentine et au Brésil.

## Description
Le tronc du syntype mesure 16 mm et la queue 20,5 mm.

## Étymologie
Son nom d'espèce, composé de uruguay et du suffixe latin -ensis, « qui vit dans, qui habite », lui a été donné en référence au lieu de sa découverte, l'Uruguay.

## Publication originale
- Borelli, 1901 : « Scorpioni raccolti dal Dott. Filippo Silvestri nella Repubblica Argentina e regioni vicine. » Bollettino dei Musei di zoologia ed anatomia comparata della R. Università di Torino, vol. 16, no 403, p. 1-12 (texte intégral).